# Dicranota (Paradicranota) candelisequa
Dicranota (Paradicranota) candelisequa is een tweevleugelige uit de familie Pediciidae. De soort komt voor in het Palearctisch gebied.